# Місячний кратер
Місячний кратер — чашоподібне заглиблення в поверхні Місяця. Абсолютна більшість місячних кратерів є метеоритними. Серед маленьких кратерів є вулканічні та утворені через провалювання ґрунту в підземні порожнини.
Кратери — це найпоширеніші на Місяці деталі рельєфу. Точну кількість навіть великих кратерів назвати неможливо через сильну зруйнованість багатьох із них, але для більш-менш збережених існують приблизні оцінки: 5000 кратерів, більших за 20 км, і порядку мільйона — більших за 1 км. Особливо сильно на вигляд Місяця вплинули гігантські кратери (басейни): їх викиди вкрили величезну площу, по їх краях стоять гірські ланцюги, а на дні багатьох із них з'явилися моря. Утворення метеоритних кратерів тривало протягом майже всієї історії Місяця — з часів появи у нього твердої поверхні — і продовжується дотепер. Після припинення на Місяці вулканізму це майже єдиний чинник зміни його рельєфу. Завдяки доступності для спостережень, великій кількості та часто добрій збереженості місячні кратери мають особливе значення для дослідження метеоритних кратерів загалом. Крім того, це важливе джерело даних про історію метеоритного бомбардування в Сонячній системі.
Дослідження місячних кратерів дають чимало інформації і про сам Місяць. У кратерах та їх викидах видно породи з його надр. Кратери, розташовані в місячних морях, дають змогу оцінити їхню глибину. За кількістю та станом збереженості кратерів можна розрахувати вік ділянки поверхні, де вони розташовані. З кратерами пов'язане проведення меж усіх періодів геологічної історії Місяця: ці межі або відповідають появі гігантських кратерів, або базуються на певному стані збереженості кратерів чи їх викидів.

## Розмір

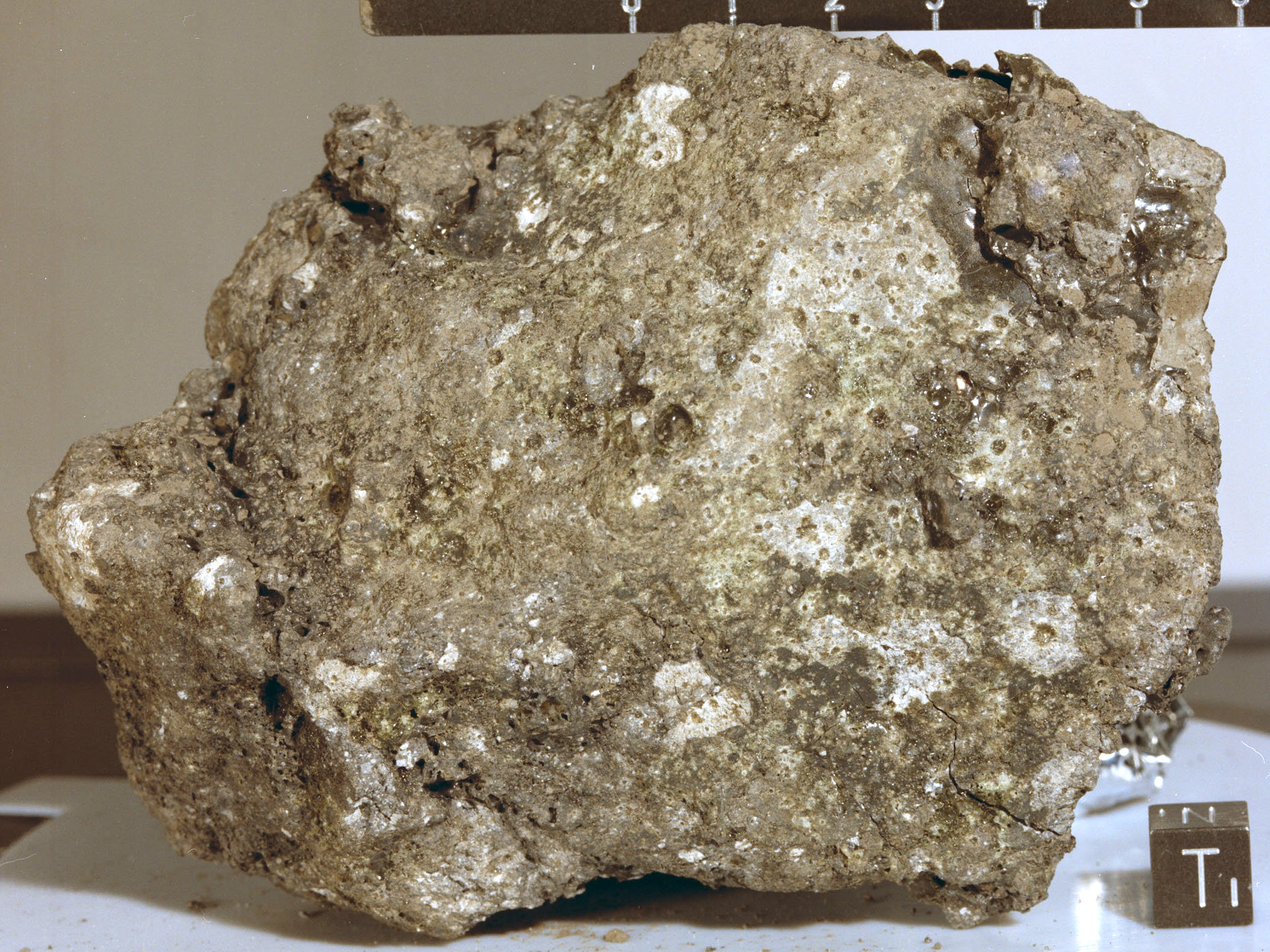
Камінь, доставлений із Місяця «Аполлоном-16». Видно численні кратери розміром у кілька міліметрів, оточені світлими зонами оббитого каменю. Розмір кубика внизу праворуч — 1 см.

Діаметр місячних кратерів варіює від мікроскопічного до порівнянного з розмірами самого Місяця. Відсутність нижньої межі розміру — результат відсутності атмосфери, що могла би знищувати чи сповільнювати дрібні метеороїди. Зазвичай кратер у 10–20 разів більший за тіло, падінням якого він утворений. Це співвідношення сильно залежить від швидкості зіткнення, яка може варіювати в широких межах (від другої космічної швидкості для Місяця — 2,4 км/с — до 40–50 км/с із середнім значенням 19–20 км/с).
Найбільший кратер Місяця (серед впевнено ідентифікованих) — 2400-кілометровий басейн Південний полюс — Ейткен. Друге місце посідає вдвічі менший басейн Моря Дощів. Є гіпотези про існування на Місяці й більших імпактних структур. Зокрема, є версія, що відмінності його видимого та зворотного боку є наслідком того, що видимий бік охоплений слідом гігантського зіткнення. Діаметр цього сліду становить за деякими уявленнями близько 3000 км, а за іншими — майже 7000 км (на чверть більше довжини місячного меридіана). Інша гіпотеза каже про дещо менший басейн, що охоплює в основному західну половину видимого боку Місяця («басейн Океану Бур» чи «басейн Гаргантюа»).
Глибина кратера зростає з діаметром, але її відношення до нього зменшується. У молодих 10-кілометрових кратерів глибина (відносно верхівки валу) становить близько 20 % діаметра, а у 100-кілометрових — 4–5%. У складних кратерів глибина росте з діаметром повільніше, ніж у простих, і перехід між цими типами проявляється в виразному зламі на графіку залежності глибини від діаметра. З переходом від складних кратерів до басейнів (із появою внутрішнього кільця) відносна глибина стрибком падає вдвічі, і у басейнів діаметром 200–500 км становить 1–2%. У басейна Південний полюс — Ейткен вона дорівнює лише 0,3 % (хоча частково це пояснюється його великим віком і, ймовірно, особливостями удару).
Висота валу змінюється з діаметром кратера подібно до глибини: у складних кратерів ця залежність слабша, ніж у простих, і на відповідному графіку видно виразний злам. У молодих 10-кілометрових кратерів висота валу (відносно рівня поверхні до удару) становить близько 4 % діаметра (1/5 глибини), а у 100-кілометрових — близько 1,5 % діаметра (1/3 глибини).

## Деталі будови
Будова метеоритних кратерів на Місяці подібна до їх будови на інших небесних тілах. Аналогічно виглядає і її залежність від діаметра кратера. Але значення діаметра, за яких з'являються або зникають різні ознаки кратерів, на кожному тілі свої (вони обернено пропорційні силі тяжіння, а також залежать від властивостей поверхні). Наведені тут значення стосуються Місяця.
До основних деталей новоутворених метеоритних кратерів належать:
- Центральна гірка. Складена глибинними породами, що після удару відскакують догори (подібно до краплі віддачі при падінні у воду невеликого предмета[27]. Наявна у всіх свіжих кратерів розміром від 35[20] до 150–200 км та у багатьох менших. Для кратерів діаметром <10 км незвична, але зрідка трапляється навіть у 3-кілометрових. Зазвичай нижча за вал кратера, хоча є й винятки[27]. У великих кратерів може мати кілька вершин[20].
- Дно кратера. Буває сферичним, плоским або нерівним. Сферичне дно трапляється лише у невеликих кратерів (приблизно до 20 км). У більших та багатьох менших (навіть у деяких 2-кілометрових) в центрі є плоска ділянка, що з часом зменшується через сповзання ґрунту схилами кратера[20][30]. Іноді дно вкрите застиглим імпактним розплавом. Він може утворювати й дрібні «озера» навколо кратера[11].
- Внутрішній схил. Може лишатися рівним або обвалюватися з утворенням зсувів чи терас. Обвалення трапляється у кратерів, більших за 13–15 км. В інтервалі 20–25 км воно наявне у половини свіжих кратерів. Тераси спостерігаються за діаметра >30 км[20]. На них теж трапляються озера імпактного розплаву, що вказує на їх швидке формування[27]. Похил поверхні на схилі молодих кратерів сягає, а подекуди й перевищує, 40°. Із часом він зменшується через осипання порід[31].
- Зовнішній вал. Утворений частково підйомом порід, що оточують кратер, а частково — викидами з нього. У простих кратерів гребінь валу кільцевий, у складних — хвилястий (вищерблений) через зсуви. При похилих ударах стає еліптичним. У молодих кратерів чіткий, у старих — розмитий[32].
- Ореол викидів, що вкриває навколишню місцевість. Поблизу кратера — неперервний, далі — переривчастий. Має згладжений рельєф, але перетятий неглибокими радіально видовженими западинами, що поодаль від кратера плавно переходять у ланцюжки вторинних кратерів. У молодих кратерів найчастіше вирізняється збільшеною яскравістю, бо тамтешній ґрунт опинився на поверхні недавно (з часом він тьмянішає під впливом жорсткого космічного випромінювання). Проте трапляються і кратери, оточені темним ореолом. Це буває в місцевостях, де під шаром світлого ґрунту лежить темний, що при появі кратера викидається нагору[33][34].
- Світлі промені, що радіально розходяться від кратера. Можуть сягати сотень кілометрів завдовжки. Частково утворені викинутою з кратера речовиною, а частково — місцевим ґрунтом, що при її падінні був викинутий на поверхню[11][35].
- Вторинні кратери, утворені викинутими при ударі тілами. Часто трапляються у скупченнях, в тому числі радіальних ланцюжках, від яких розходяться характерні ялинкоподібні візерунки. Здебільшого розташовані в межах променів[36][37][27].

## Класифікація

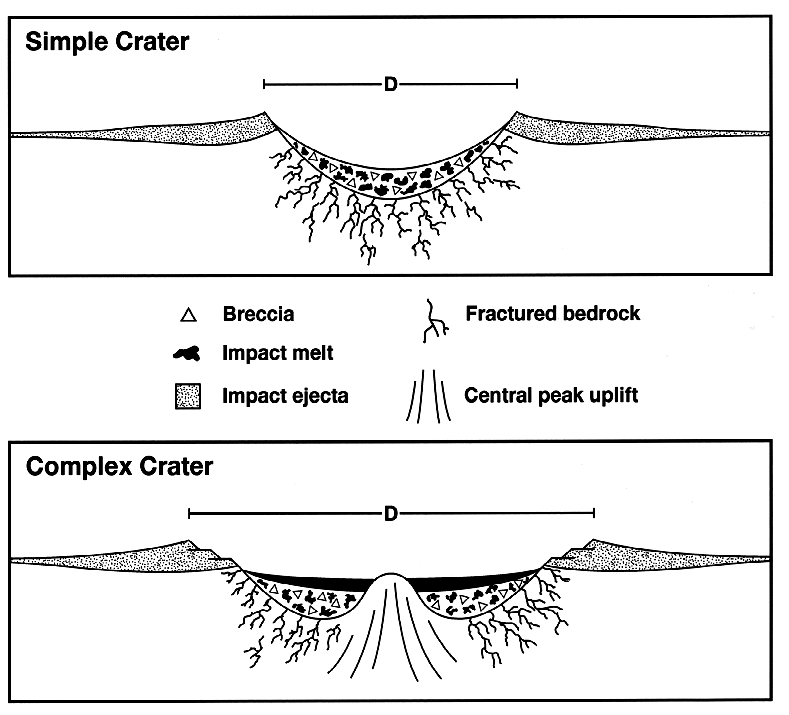
Будова простого (вгорі) та складного (внизу) кратера

Метеоритні кратери різного діаметра виглядають по-різному. Новоутворені місячні кратери кілометрового масштабу мають увігнуте дно доволі правильної сферичної чи параболічної форми (іноді з невеликою плоскою ділянкою в центрі) та рівний, без обвалень, внутрішній схил. Такі кратери називають простими. За діаметра понад 15–25 км кратер стає складним: у його центрі з'являється гірка, плоскою стає більша частина дна, а схил обвалюється та вкривається зсувами й терасами. Межа між простими та складними кратерами доволі розмита, і є багато проміжних представників. У ще більших кратерів (>150–200 км) центральна гірка зникає, натомість усередині з'являється другий кільцевий хребет чи уступ, і їх називають басейнами. Ця послідовність подібна до тієї, що спостерігається на інших небесних тілах, але порогові значення діаметра там інші.

### Звичайні кратери
Найдокладнішу морфологічну класифікацію місячних кратерів розробили 1978 року Чарльз Вуд і Лейф Андерссон із Лабораторії Місяця та планет. Вона не включає басейни, кратери субкілометрових розмірів та деякі рідкісні типи (зокрема концентричні кратери).
Кратери типів ALC та BIO є простими. SOS — своєрідний тип, що випадає з послідовності інших; можливо, це вторинні або модифіковані якимись процесами кратери. TRI та TYC — складні кратери; один від одного ці типи відрізняються в першу чергу типом обвалення схилу (кратерам типу TYC, на відміну від TRI, притаманні тераси).
| Тип | Типовий представник | Морфологічні ознаки | Діаметр   | Зображення           |
| --- | ------------------- | --- | --------- | -------------------- |
| ALC | Аль-Баттані C       | Кратери з гострим валом, гладким внутрішнім схилом і сферичною формою дна чаші.                                                                | До 20 км  | Аль-Баттані C (6 км) |
| BIO | Біо                 | Те саме, що тип ALC, але з невеликою плоскою ділянкою в центрі.                                                                                | До 20 км  | Біо (13 км)          |
| SOS | Созиген             | Кратери з більшою, ніж у попереднього типу, ділянкою плоского дна. Тераси внутрішнього схилу й центральна гірка так само відсутні.             | 5–30 км   | Созиген (17 км)      |
| TRI | Тріснеккер          | Найчастіше є невелика центральна гірка (особливо у великих). Внутрішній схил втрачає гладкість і має сліди обвалень. Можуть траплятися тераси. | 15–50 км  | Тріснеккер (25 км)   |
| TYC | Тихо                | Численні тераси на схилах, зубчастий вал, велике плоске дно чаші, зазвичай мають розвинену центральну гірку.                                   | 30–175 км | Тихо (85 км)         |

### Басейни
Вигляд басейнів теж змінюється з діаметром:
- у найменших басейнів ще є центральна гірка, але вже є й внутрішнє кільце (в вигляді гірського хребта). Їх називають протобасейнами (англ. protobasins) або басейнами з центральною гіркою (central peak basins)[42]. На Місяці лише два виразних представника цього типу — 140-кілометровий кратер Антоніаді та 170-кілометровий Комптон[Прим. 3][28][25];
- деякі басейни приблизно такого самого діаметра мають у центрі лише невеликий більш-менш кільцеподібний гірський масив (суттєво меншого діаметра, ніж у попереднього та наступних типів). Це басейни з кільцевим скупченням гірок (ringed peak-cluster basins) — рідкісний тип, виділений за дослідженнями Меркурія[29]. На Місяці один такий басейн — 200-кілометровий Гумбольдт[28][43];
- за більшого діаметра центральна частина дна стає плоскою; абсолютний та відносний діаметр внутрішнього кільцевого хребта зростають. Це басейни з гірським кільцем (peak-ring basins)[44]. На основі альтиметричних та гравіметричних даних на Місяці ідентифіковано 16[43]–17[28] таких об'єктів; їх діаметр лежить у межах 210–580 км, а найвиразнішим представником є 320-кілометровий кратер Шредінгер[28]. У цьому ж розмірному діапазоні лежать понад 20 басейнів, у яких внутрішнє кільце не збереглося[43];
- у ще більших басейнів з'являються додаткові кільця, і їх називають багатокільцевими басейнами (multiring basins). У них та в деяких басейнів із гірським кільцем центральна частина (обмежена внутрішнім кільцем) стає суттєво глибшою за периферичну, і це кільце набуває вигляду уступу[29][45][38]. Часто додаткові кільця погано виражені і їх кількість у різних інтерпретаціях сильно відрізняється. Це сильно ускладнює ідентифікацію таких басейнів, і різні автори зараховують до них різні об'єкти. У роботі 2015 року з долученням гравіметричних даних 3 басейни Місяця було ідентифіковано як точно багатокільцеві, 4 — як імовірно і 4 — як можливо[43][Прим. 4]. Найвиразніший із них — 930-кілометровий басейн Моря Східного. Він же є наймолодшим та найкраще збереженим серед місячних басейнів, принаймні великих[3][46][47][48].

### Застарілі типи
У XIX та першій половині XX століття, а деякою мірою й пізніше, класифікація місячних кратерів була іншою. Власне кратерами колись називали лише ті з них, що мають центральну гірку. Виокремлювали й типи, що в сучасній науці не фігурують. Серед них:
- пора — маленький кратер без валу або з дуже низьким валом[49];
- цирк — кратер із рівним, без центральної гірки, дном. У деяких авторів — будь-який великий кратер[49][51];
- таласоїд — басейн, де нема або мало морської лави[52][49].

## Вплив умов утворення
Характеристики новоутвореного метеоритного кратера залежать у першу чергу від енергії тіла, що його утворило, але на них впливають і інші чинники — кут падіння та склад цього тіла, рельєф місячної поверхні в місці падіння, структура підповерхневих шарів тощо.

### Вплив особливостей поверхні
Кратери діаметром у сотні метрів у місячних морях часто виглядають як два кратера, вкладені один в один (субкілометрові концентричні кратери, або «уступові кратери» — bench craters). Це результат шаруватості ґрунту: міцність його верхнього шару знижена через подрібнення метеоритним бомбардуванням. Відповідно, вибух при ударі утворює маленький кратер у нижньому шарі та великий — у верхньому.
У більших кратерів ця особливість суттєво не проявляється, і залежність вигляду від характеру ґрунту в них слабша. Головним її проявом є підвищена нерівність валу (значні варіації висоти вздовж гребеню) у кратерів місячних материків, що спричинене нерівністю поверхні до удару. Щодо відмінностей глибини морських та материкових кратерів є різні дані: за одними вимірюваннями, помітних відмінностей там нема, за іншими (для молодих простих кратерів) — морські в середньому глибші, за ще іншими (для молодих складних кратерів) — навпаки, мілкіші, і мають нижчу центральну гірку.

### Вплив кута удару
На форму кратера впливає й кут падіння тіла, що його утворило, але помітна витягнутість з'являється лише при кутах <10–15° до горизонту (хоча для гігантських кратерів це значення більше). Тому витягнуті кратери є рідкістю: лише у 5 % місячних кратерів відношення великої осі до малої перевищує 1,2 (дані для первинних кратерів у морях). Приблизно такі ж значення отримано і для Марса та Венери.
Чутливішим, ніж форма кратера, показником похилого удару є форма ореолу викидів: він втрачає радіальну симетрію вже при кутах близько 45°. При 25° у ньому з'являється прогалина з боку прильоту астероїда, а вал кратера в цій частині стає нижчим. При дуже малих кутах (<5–10°) ці ознаки з'являються й на протилежному боці кратера, причому там прогалина завжди ширша. Таким чином, ореол викидів набуває форми метелика: розпадається на два крила, перпендикулярні напрямку удару. Наведені значення кутів стосуються Місяця; для інших небесних тіл вони дещо інші. При дуже похилому ударі — <5° — астероїд (більш чи менш фрагментований або навіть малоушкоджений) чи деяка його частина може відскочити від поверхні, після чого створити ще один кратер. Ймовірно, саме так утворилася вкрай незвична пара сильно витягнутих кратерів Мессьє та Мессьє A.

## Видозмінення та руйнування

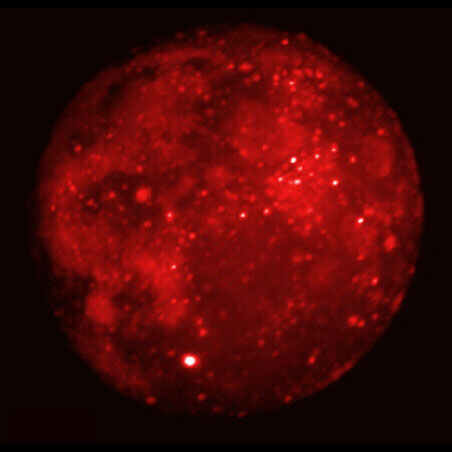
Інфрачервоний знімок Місяця під час затемнення. Молоді кратери через уповільнене охолодження виглядають яскравими точками, старі не помітні. Найяскравіший кратер — Тихо.

З часом вигляд кратерів змінюється. Вони руйнуються під впливом метеоритного бомбардування (в тому числі землетрусів від далеких ударів), а також вкриваються викидами сусідніх кратерів. Можливо, деякий внесок у їх руйнування робить і денне термічне розширення верхнього шару реголіту. Раніше до цих процесів долучалися вулканічні та тектонічні: чимало кратерів залиті лавою, а деякі перетяті грабенами. Рельєф гігантських кратерів (особливо в часи, коли місячні надра були теплішими й еластичнішими) могла згладжувати ще й релаксація місячної кори — поступове її вирівнювання під дією сили тяжіння.
В першу чергу — часто до помітного руйнування самого кратера — зникають його промені. Це результат потьмяніння ґрунту під дією жорсткого випромінювання і, в другу чергу, його перемішування метеоритним бомбардуванням. Типовий час зникнення променів становить порядку мільярда років. Згодом згладжується рельєф кратера, що проявляється, зокрема, у зменшенні глибини та зникненні валу. Розраховано, що в місячних морях за 3 млрд років глибина кратерів діаметром 1 км зменшується в середньому вдвічі, а кратерів діаметром 0,3 км — у 15 разів. Їх діаметр при цьому зростає. Час руйнування кратера пропорційний квадрату його діаметра. За ступенем згладженості кратерів можна визначати вік поверхні (використовують максимальний діаметр кратерів, внутрішні схили яких згладжені до похилу в 1°). Саме на цьому показнику засноване визначення початку ератосфенівського періоду.
У часи, коли на Місяці була вулканічна активність (здебільшого до 3,2; деякою мірою до 1 млрд років тому), багато кратерів частково або повністю затопила морська лава. Таких кратерів найбільше на видимому боці Місяця, де вихід лави полегшувала менша товщина кори. Деякі цілком затоплені кратери все ж помітні на поверхні: після застигання лава просідала та вкривалася грядами, що проходили переважно над затопленими височинами й тому іноді окреслювали контури таких кратерів. Їх, а також інші кратери, які вже майже не видно, називають кратерами-привидами (англ. ghost craters).
Іноді лава не доходила до поверхні й застигала на глибині, підіймаючи дно кратерів. Від цього воно розтріскувалося та вкривалося грабенами, а в них подекуди з'являлися невеликі вулканічні кратери, що вивергали темні пірокластичні породи. На Місяці є кількасот кратерів із розтрісканим дном; вони трапляються переважно біля берегів морів і мають розмір від 10 до 320 км.
Чимало кратерів у материкових регіонах Місяця (особливо в північній полярній області) примітні рівним дном — подібно до кратерів, залитих лавою. Однак у них воно не темне, а таке саме світле, як звичайні материкові породи. Походження цих світлих рівнин неясне; найімовірніше, вони утворені викидами великих кратерів, у першу чергу басейнів Моря Дощів та Моря Східного. Не виключено, що якусь роль у їх утворенні відігравав і вулканізм, відмінний від морського. Вік цих рівнин лежить у межах 3,7–4,0 млрд років.
Повністю зруйнованими можуть бути навіть гігантські кратери. Багато з них уже не вирізняються в рельєфі й не помітні на знімках. Але іноді їх вдається виявити за допомогою гравіметричних вимірювань: їх центральна частина дає позитивну гравітаційну аномалію, бо під нею лежить опуклість місячної мантії (густина якої більша, ніж у кори). Крайова ж частина басейнів дає негативну аномалію.
З часом у кратерів змінюється не лише зовнішній вигляд, а й термодинамічні характеристики. Це видно на інфрачервоних знімках, зроблених під час місячного затемнення: молоді (коперниківські) кратери охолоджуються повільніше за решту поверхні і залишаються «гарячими точками». Так, для кратера Тихо цей ефект складає принаймні 50°. Це наслідок того, що там ще нема товстого теплоізолюючого шару дрібних уламків, створеного метеоритним бомбардуванням. Ступінь подрібненості речовини, що вкриває кратер, можна визначити і за радіолокаційними даними.

## Кратери з особливостями невідомого походження
Ці кратери теж є метеоритними, але мають особливості, походження яких станом на 2015 рік невідоме.

### Концентричні кратери
У деяких кратерів є не лише головний вал, а й внутрішнє кільце; зрідка таких кілець кілька, а деякі з них розпадаються на окремі пагорби. Діаметр таких кратерів лежить у межах 2–28 км (у середньому 8 км), а діаметр внутрішнього кільця — 20–80% (у середньому 50 %) від нього. Це рідкісні об'єкти (близько сотні, з яких виразними є лише кілька десятків), що трапляються переважно біля берегів морів і здебільшого доволі старі. Вони впевнено ідентифіковані лише на Місяці.

### Кратери з центральною заглибиною
У центрі деяких кратерів (як простих, так і складних) є заглибина неправильної форми. За наявності центральної гірки вона розташована прямо на ній. Діаметр цих кратерів лежить у межах 9–57 км, а ширина заглибини — 5–29 % від нього. На Місяці відомо кілька десятків (до сотні) таких об'єктів; їх розподіл поверхнею доволі рівномірний, а вік буває як дуже великим, так і дуже малим. Подібні кратери виявлено й на інших небесних тілах. Найпоширеніші й найвиразніші вони на Марсі, Ганімеді та Каллісто, але цілком можливо, що там така заглибина утворюється по-іншому.

## Вторинні кратери
При появі метеоритних (первинних) кратерів в усі боки розлітаються шматки породи, падіння яких створює вторинні кратери. Вони невеликі (зазвичай <20 км) і примітні малою глибиною, неправильною формою та схильністю до утворення ланцюжків та інших груп. Часто від них відходять маленькі хребти, утворюючи характерний кутастий (ялинкоподібний) візерунок. Чим далі ці кратери розташовані від первинного, тим більше схожі на звичайні. Навколо кожного молодого великого кратера їх дуже багато (так, для 85-кілометрового кратера Тихо існує оцінка 106−107 вторинних кратерів розміром >63 м).

## Ендогенні кратери
Серед маленьких місячних кратерів є не тільки імпактні, а й утворені ендогенними процесами — вулканізмом та провалюванням ґрунту в підземні порожнини.
Великих виразних вулканічних гір та кратерів на Місяці нема через зазвичай малу в'язкість тамтешньої лави: в більшості випадків вона швидко розтікалася, утворюючи плоский покрив. Проте там трапляються низькі малопомітні щитові вулкани з кратерами або кальдерами розміром до кількох кілометрів. Є припущення про вулканічне походження і більших кратерів — наприклад, 20-кілометрової заглибини на височині в північній частині Моря Спокою, біля кратера Гарднер та 30-кілометрового кратера Вольф біля центру Моря Хмар.
Окрім виливів лави, на Місяці відбувалися й вибухові виверження пірокластичних порід, і від цих вивержень теж лишилися дрібні кратери. Вони трапляються переважно в морях та біля їх берегів, зокрема у великих імпактних кратерах із потрісканим через інтрузію магми дном. Для цих вулканічних кратерів характерна неправильна форма, темний ореол викидів і дещо припіднятий край. Часто вони лежать на грабенах і виглядають як їх розширення. Виразними представниками таких кратерів є Шредінгер G на дні великого кратера Шредінгер та кілька западин на дні кратера Альфонс.
Деякі невеликі місячні кратери могли з'явитися при провалюванні реголіту в підземні порожнини — наприклад, лавові тунелі. Такі кратери можуть тягнутися вздовж тунелю ланцюжком. Існують і ланцюжки кратерів, що тягнуться грабенами. Можливо, це результат провалювання речовини в порожнини, що лишилися після вулканічних вивержень у межах того ж грабена. Таку інтерпретацію запропоновано для 9-кілометрового кратера Гігін та двох десятків менших безіменних кратерів, розкиданих уздовж борозни Гігіна (Rima Hyginus) — грабена завширшки до 2,5 км, що тягнеться Центральною Затокою.
Існує невелика кількість дрібних западин ендогенного походження, що не є округлими, але теж фігурують у номенклатурі Міжнародного астрономічного союзу як кратери. Це, наприклад, відгалуження лавового каналу Бела та Карлос, витягнута грабеноподібна западина Патрісія, «меніскова западина» Іна та деталь рельєфу неясної природи Федоров.

## Кратерні ланцюжки

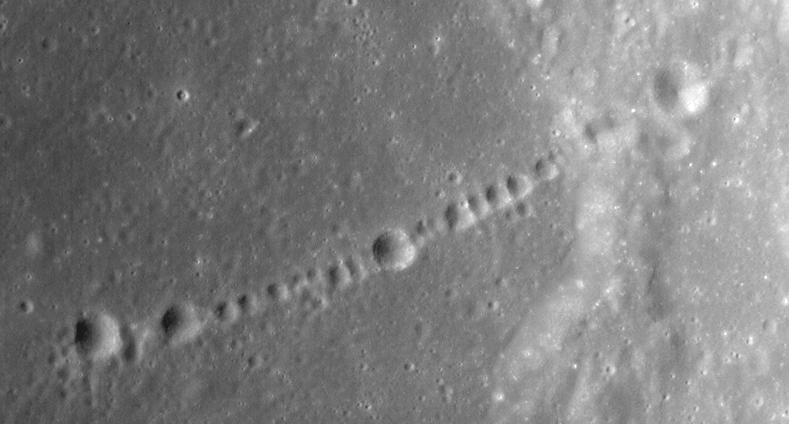
Ланцюжок Деві (Catena Davy). Довжина — 47 км

Місячні кратерні ланцюжки сягають десятків та сотень кілометрів завдовжки, можуть містити десятки кратерів та мають різне походження. Їх утворюють і первинні, і вторинні, і ендогенні кратери. В першому випадку це результат падіння фрагментів комети чи астероїда, розірваного припливними силами, в другому — звична ознака вторинних кратерів, а в третьому — результат згаданого провалювання ґрунту в підземні порожнини.
Більшість кратерних ланцюжків Місяця складаються з вторинних кратерів. Значно рідше зустрічаються ендогенні, та іще рідше — створені первинними ударами. Найбільш впевнено ідентифіковані первинні ланцюжки Місяця — це ланцюжок Абу-ль-Фіди (Catena Abulfeda) та ланцюжок Деві (Catena Davy). Обидва знаходяться на видимому боці; перший має довжину 200–260 км і складається з 24 кратерів діаметром 5–13 км, а другий при майже такій самій кількості кратерів уп'ятеро менший: він має довжину 47 км і складається з 23 кратерів діаметром 1–3 км.

## Розповсюдження

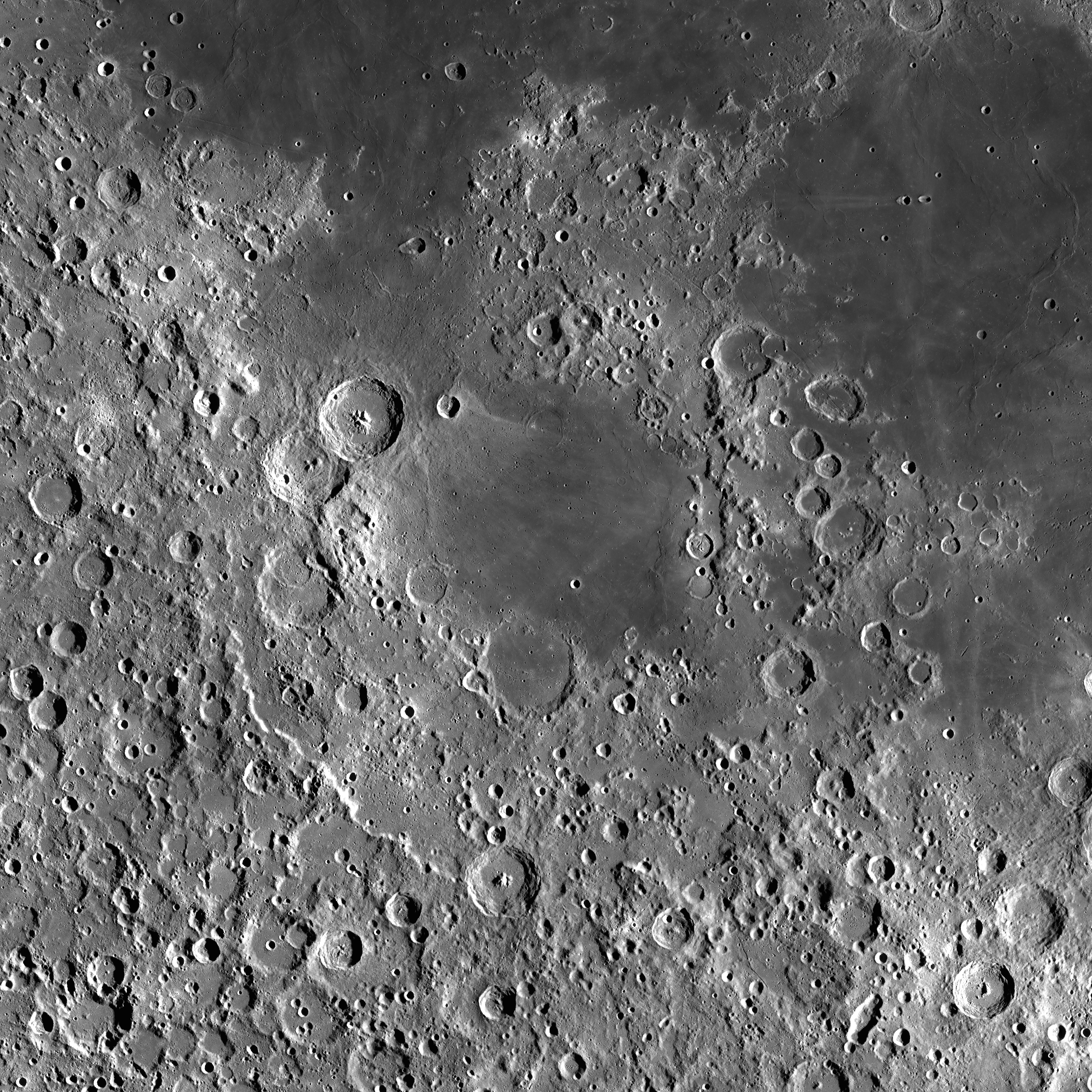
Море Нектару та околиці. Видно, що великих кратерів у морях значно менше, ніж на материках, хоча дрібними поверхня насичена скрізь. Зокрема, в самому Морі Нектару помітних кратерів менше, ніж у незатопленій частині його басейну. Ширина зображення — 1300 км.

Розподіл місячних кратерів за діаметром у першому наближенні описується степеневою функцією:
{\displaystyle N(D)=kD^{-b}},
де N(D) — кількість кратерів діаметром понад D на одиницю площі, k — деякий коефіцієнт, а b — показник степеня, який зазвичай лежить у межах 2—3. Таким чином, зі зменшенням порогового діаметра вдвічі кількість кратерів зростає в 22 — 23, тобто 4—8 разів. Значення b залежить від розмірного діапазону (особливо велике воно при діаметрах <2 км, бо там до звичайних кратерів додається багато вторинних) і від типу поверхні (так, на старих сильно кратерованих ділянках воно ближче до 1).
На більшій частині поверхні Місяця кількість кратерів (принаймні дрібних) така, що вже не може рости: нові удари руйнують стільки ж кратерів, скільки утворюють. Це називають рівноважним станом або насиченням поверхні кратерами. Ділянки, ще не насичені великими кратерами, зазвичай уже насичені дрібними, бо вони накопичуються значно швидше. Так, викиди молодого кратера Тихо насичені кратерами розміром приблизно до 12 м, старшого кратера Коперник — до 70 м, ще старший лавовий покрив різних морів — до 150–300 м. Материкові ділянки Місяця ще набагато старші, і там ця величина значно більша. Визначити її там важче, але встановлено, що на значній частині материків вона не менша за 20 000 м. Концентрація кратерів розміром >15 км на материках у 10–50 разів більша, ніж у морях. Насичення поверхні кратерами кожного певного розміру настає задовго до того, як вони вкривають її цілком, бо руйнівна дія ударів поширюється доволі далеко. Для визначення віку поверхні за кількістю кратерів придатні лише достатньо великі екземпляри, якими вона ще не насичена.
У розподілі басейнів видно відмінності між видимим та зворотним боком Місяця. Басейнів діаметром понад 350 км більше на видимому боці, а діаметром до 300 км — на зворотному. Останній містить 13 із 16 басейнів із гірським кільцем (частково, але не повністю, це може бути наслідком затоплення значної площі на видимому боці лавою). Причини цих відмінностей неясні. Вони можуть бути пов'язані з різницею механічних властивостей поверхні в часи утворення басейнів.

## Швидкість накопичення
Кратери розміром >1 км з'являються на Місяці в середньому раз на 35 тисяч років. У кратерів розміром >0,1 км частота появи на 3−4 порядки більша, у кратерів розміром >10 км — на 2 порядки менша, а у кратерів >100 км — на 4−5 порядків менша.
На думку більшості дослідників, протягом останніх 3 млрд років частота зіткнень була приблизно сталою (з відхиленням від нинішньої не більш ніж удвічі), а до того — значно більшою, що може бути пов'язаним із гіпотетичним пізнім важким бомбардуванням. 4 млрд років тому вона перевищувала нинішню приблизно в 500 разів.
Частота появи кратерів, більших за будь-який певний поріг, на різних ділянках поверхні Місяця неоднакова. Розрахунки показують, що біля центру ведучої півкулі вона має бути приблизно на 25 % більшою, ніж у середньому по поверхні (наслідок більшої швидкості зіткнень, що призводить до більшого розміру кратерів), а на полюсах — на 20 % меншою, ніж на екваторі (наслідок того, що нахил орбіти більшості метеороїдів невеликий). Максимуму ця частота сягає на 0°N, 90°W, а мінімуму — в двох точках: ±65°N, 90°E.

## Реєстрація появи кратерів

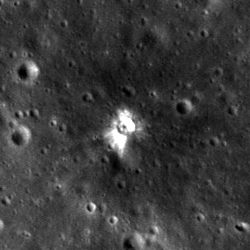
18-метровий кратер у Морі Дощів, що з'явився 17 березня 2013. Спалах було зареєстровано з Землі. Знімок зонда LRO (28 липня 2013).

Іноді появу на Місяці нового кратера вдається зареєструвати. Це дозволяють знімки з високим розділенням, які робить супутник Lunar Reconnaissance Orbiter. Станом на 2015 рік (після 5,5 років його роботи) шляхом порівняння старих та нових його знімків виявлено більше 20 дрібних — переважно <10 м — нових кратерів, причому оброблено ще далеко не всі фотографії.
Зіткнення, що створюють кратери, дають спалахи світла, і за ними ведуть успішні наземні спостереження — не лише професійні, але й аматорські. В рамках програми спостережень Центру космічних польотів Маршалла за 7 років було зареєстровано більше 300 спалахів. Найяскравіший (станом на 2014 рік) стався 11 вересня 2013 в Морі Хмар і сягнув 3-ї зоряної величини; діаметр відповідного кратера має становити близько 50 м.

## Назви

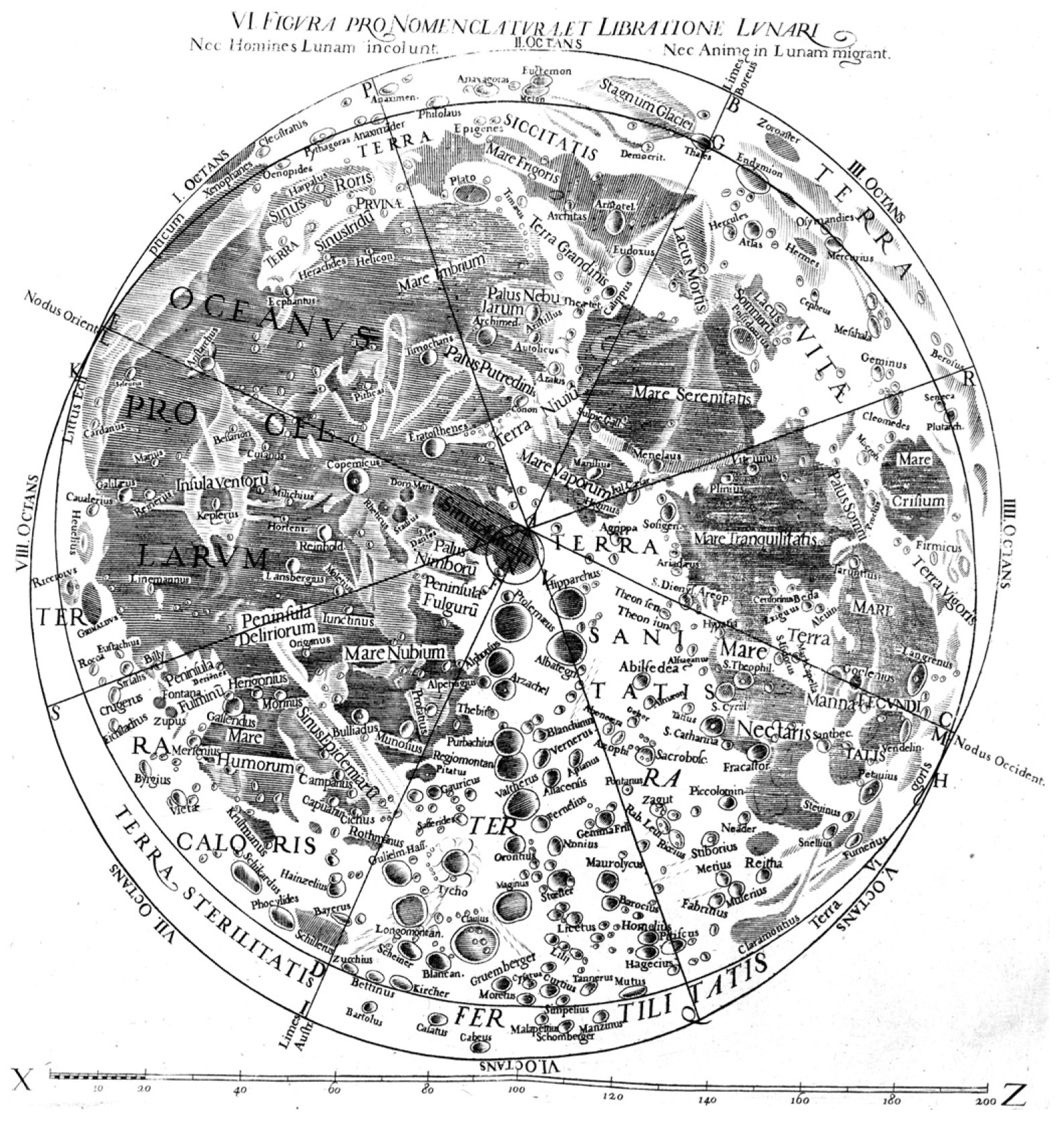
Карта Річчолі (1651), на якій вперше з'явилося багато сучасних назв кратерів

Кратери складають 96 % усіх найменованих деталей поверхні Місяця. Зазвичай їх називають на честь видатних дослідників. Цю традицію започаткував 1651 року Джованні Річчолі. З 1919 року найменуванням місячних кратерів, як і інших деталей поверхні небесних тіл, займається Міжнародний астрономічний союз (МАС).
Згадане правило найменування має деякі винятки. Маленькі кратери, що становлять особливий інтерес (наприклад, досліджені місяцеходами), носять просто людські імена (Vasya, Kolya, Borya, Boris, José, Ina тощо). Гігантський кратер Аполлон названо на честь космічної програми «Аполлон». Багато кратерів всередині та навколо нього отримали імена загиблих американських астронавтів, а навколо Моря Москви — загиблих радянських космонавтів. Окрім того, одного разу в 1970 році 6 американських та 6 радянських космонавтів було увічнено прижиттєво.
Переважна більшість найменованих місячних кратерів є супутніми (сателітними) — малопомітними і здебільшого дрібними кратерами, які названо ім'ям сусіднього кратера з додаванням літери (Коперник A, Коперник B, Коперник C тощо).
Басейни МАС називає за тими ж правилами, що й звичайні кратери, але деякі з них (зокрема погано збережені) такого імені не отримали. Вони мають лише неофіційні назви: ті, що містять найменоване море, називають за іменем цього моря (наприклад, басейн Моря Дощів), а інші — за двома об'єктами (найчастіше кратерами), що знаходяться на їх протилежних краях: басейн Сікорський — Ріттенгауз, басейн Південний полюс — Ейткен тощо.
Ланцюжки кратерів Місяця зазвичай отримують назву за сусіднім кратером. Їх латинські назви включають слово Catena («ланцюг»). Наприклад, у кратері Менделєєв є ланцюжок Менделєєва (Catena Mendeleev).

## Відкриття та історія інтерпретації

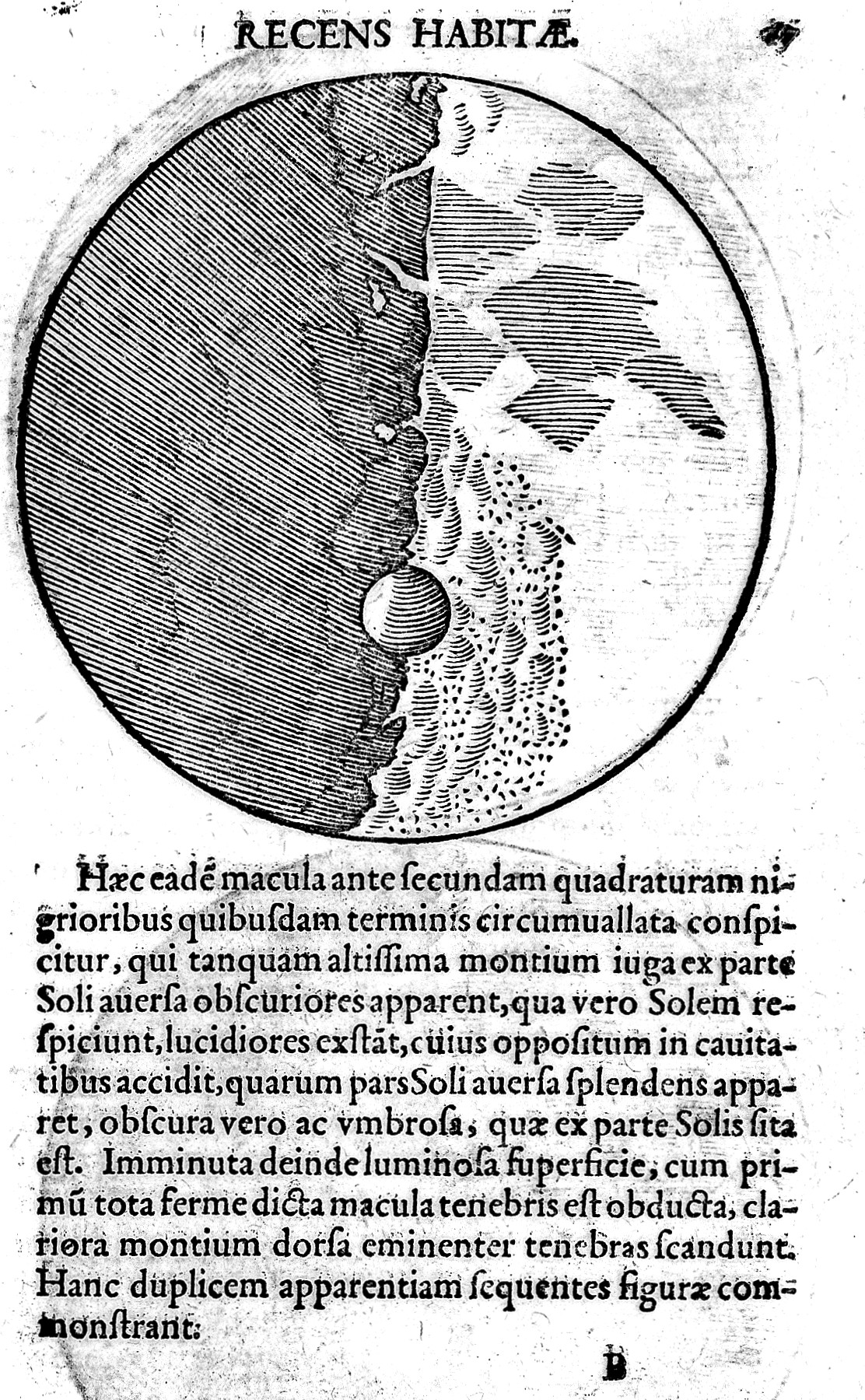
Схематичний малюнок Місяця, зроблений Галілеєм (1610). Великий кратер на термінаторі не має точної відповідності жодному реальному кратеру, але іноді його інтерпретують як Аль-Баттані, Птолемей або якийсь інший певний кратер.

Місячні кратери відкрив 1609 року Галілео Галілей, який уперше спостерігав Місяць у телескоп. Він зрозумів, що вони є западинами, і відзначив їх правильну круглу форму та, у деяких, центральну гірку й темне забарвлення дна. Гіпотез про походження кратерів Галілей не висував.
Вперше цим питанням зайнявся Роберт Гук 1665 року. Він помітив, що поверхня гіпсу, що застигає, всіяна численними слідами бульбашок і дуже схожа на місячну. Із цього він зробив висновок, що кратери Місяця з'явилися подібним чином — завдяки прориванню з-під поверхні та вибухам газів, і провів аналогію між ними та земними вулканами. Розглядав Гук і імпактну гіпотезу, яку теж перевіряв експериментально: кидаючи дрібні предмети в суміш глини з водою, він знов отримав схожі на кратери сліди. Але цей варіант він відкинув, бо було незрозуміло, звідки подібні предмети можуть узятися в космосі.
Гіпотеза про формування кратерів Місяця виверженнями з його надр була найпоширенішою більше двохсот років. Деякі науковці схилялися до неї навіть у 1970-х роках, після польотів на Місяць людей. В XIX та на початку XX століття з'явилося чимало її варіантів, а також кілька більш екстравагантних версій. В одному з варіантів йшлося про припливні деформації Місяця (коли його обертання ще не було синхронним): під час припливу з його надр вичавлювався розплав, який під час відпливу частково затікав назад, а частково застигав, утворюючи кільцевий вал. Нові втілення ідеї Гука про викиди газів варіювали від лопання гігантських бульбашок в океані магми до вибухів водяної пари в товстому шарі снігу. Інша гіпотеза казала про місячні озера: вода, що з них випаровувалася, випадала по берегах у вигляді снігу, що й формував вал. Була й спроба інтерпретувати кратери як коралові атоли.
На початку XIX століття, після відкриття перших астероїдів та випадання метеоритного дощу у Франції (див. L'Aigle), стало зрозуміло, що тіла, здатні падати на Місяць, усе ж існують. Невдовзі деякі дослідники знову висловили ідею про метеоритне походження його кратерів, але вона не набула поширення. 1873 року її більш ґрунтовно обстоював англійський астроном Річард Ентоні Проктор, 1893 року — американський геолог Гроув Карл Гільберт (перший, хто виконав глибоке дослідження цієї гіпотези), а 1921 року — німецький науковець широкого профілю Альфред Вегенер. Але наукова спільнота загалом знову її не сприйняла — частково через відсутність на Землі впевнено (на той час) ідентифікованих метеоритних кратерів за наявності численних вулканічних, а частково через недостатню розробленість цієї версії. Зокрема, було незрозуміло, як похилі в своїй більшості удари можуть створювати майже завжди круглі кратери. В 1910-х — 1920-х роках було встановлено, що це все ж можливо завдяки вибухоподібності зіткнення. Поступово накопичувалися й ознаки метеоритного походження Аризонського кратера, а згодом — і деяких інших земних кратерів. Разом із проблемами вулканічної гіпотези це поступово збільшувало довіру до метеоритної версії, але остаточно вона ствердилася лише в другій половині XX століття завдяки інтенсивним дослідженням Місяця та планет.